# Champs (Aisne)
Champs ist eine französische Gemeinde mit 311 Einwohnern (Stand: 1. Januar 2022) im Département Aisne in der Region Hauts-de-France. Sie gehört zum Arrondissement Laon und zum Kanton Vic-sur-Aisne.

## Lage
Die Gemeinde Champs liegt an der Ailette, 20 Kilometer nördlich von Soissons. Nachbargemeinden von Champs sind, Pierremande im Norden, Folembray im Osten, Coucy-le-Château-Auffrique im Südosten, Guny im Südwesten und Trosly-Loire im Westen sowie Saint-Paul-aux-Bois im Nordwesten.

## Bevölkerungsentwicklung
| Jahr                       | 1962 | 1968 | 1975 | 1982 | 1990 | 1999 | 2010 | 2021 |
| -------------------------- | ---- | ---- | ---- | ---- | ---- | ---- | ---- | ---- |
| Einwohner                  | 411  | 367  | 334  | 300  | 291  | 275  | 293  | 304  |
| Quellen: Cassini und INSEE |      |      |      |      |      |      |      |      |

## Sehenswürdigkeiten

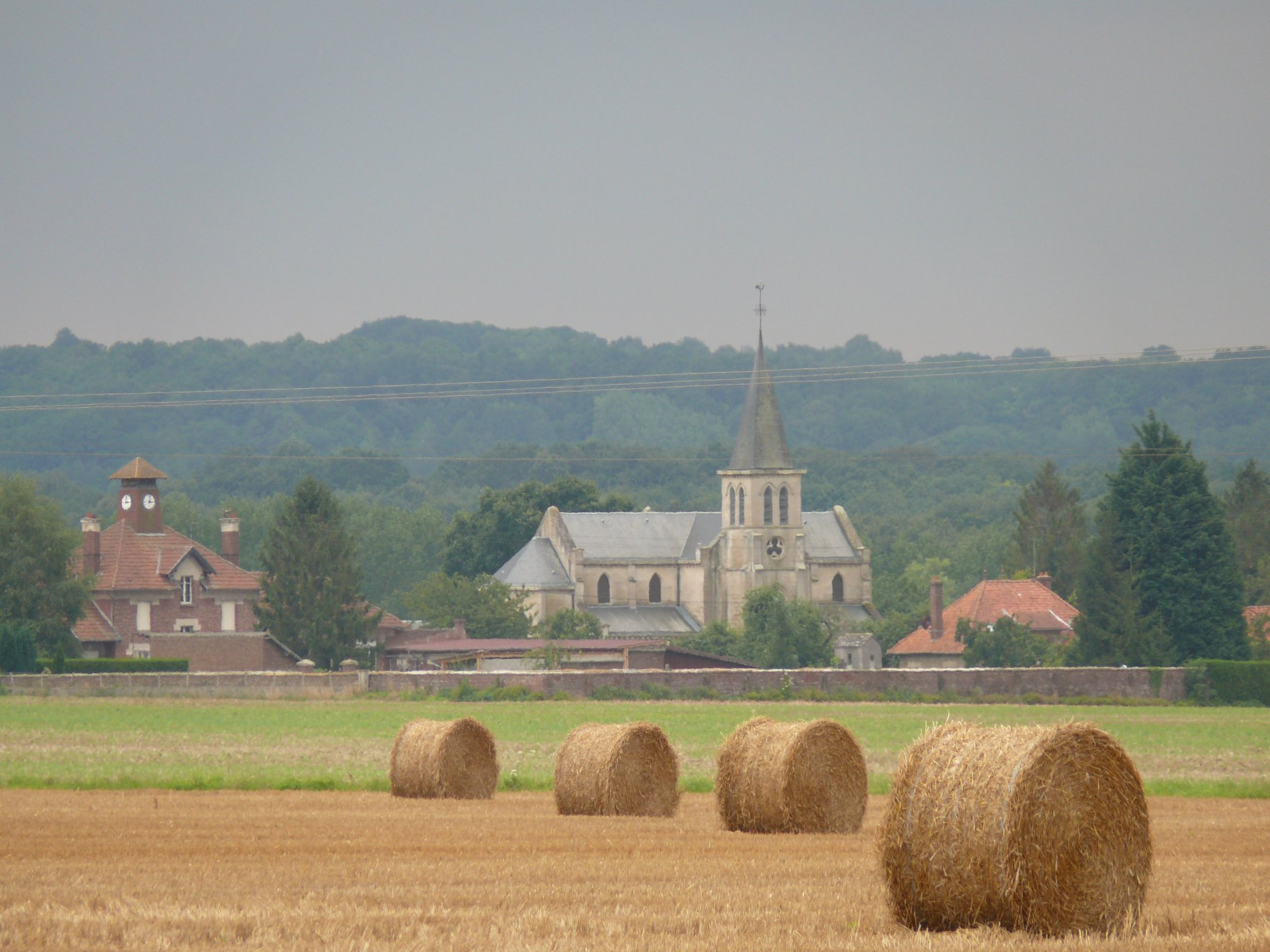
Kirche Saint-Pierre
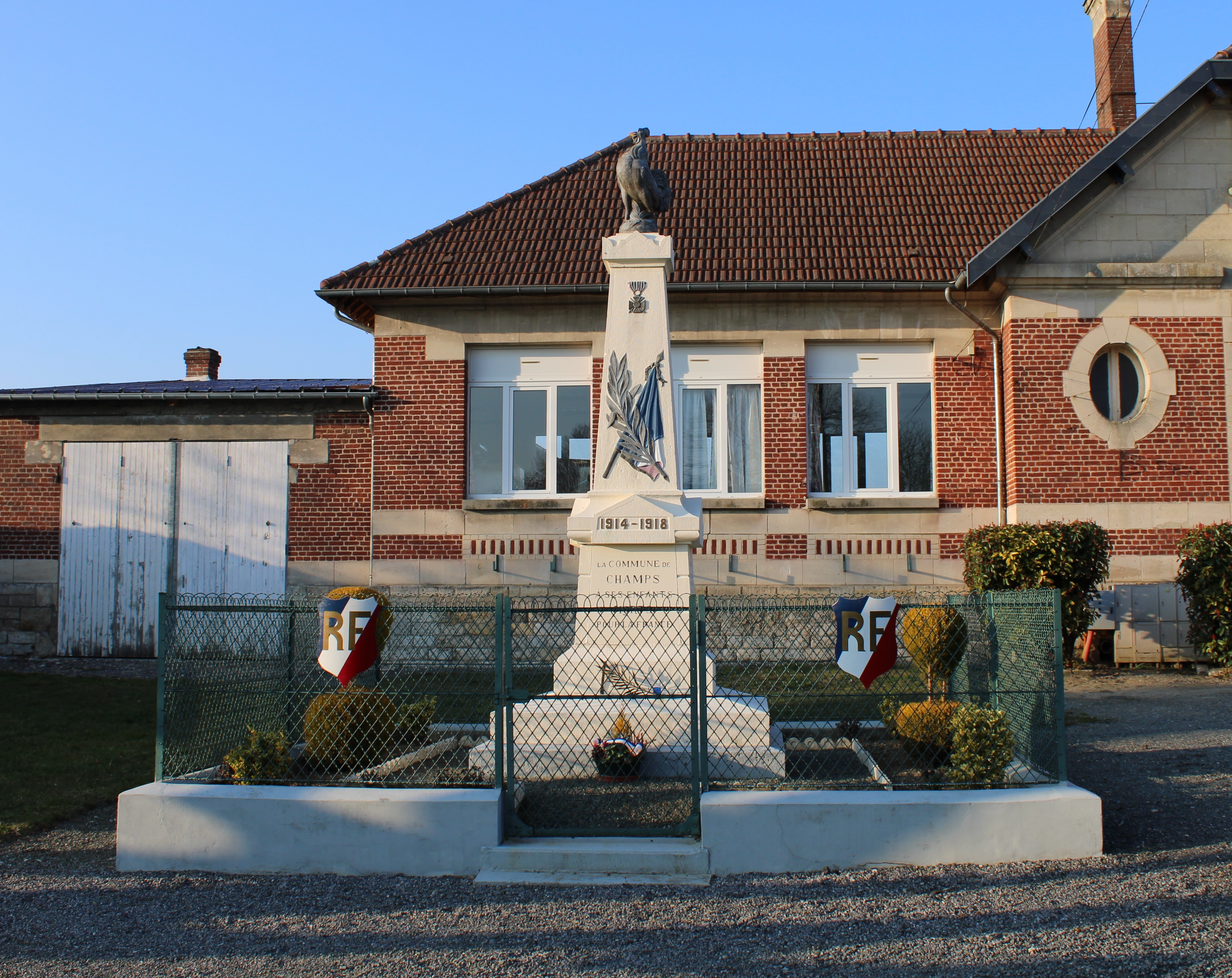
Gefallenendenkmal
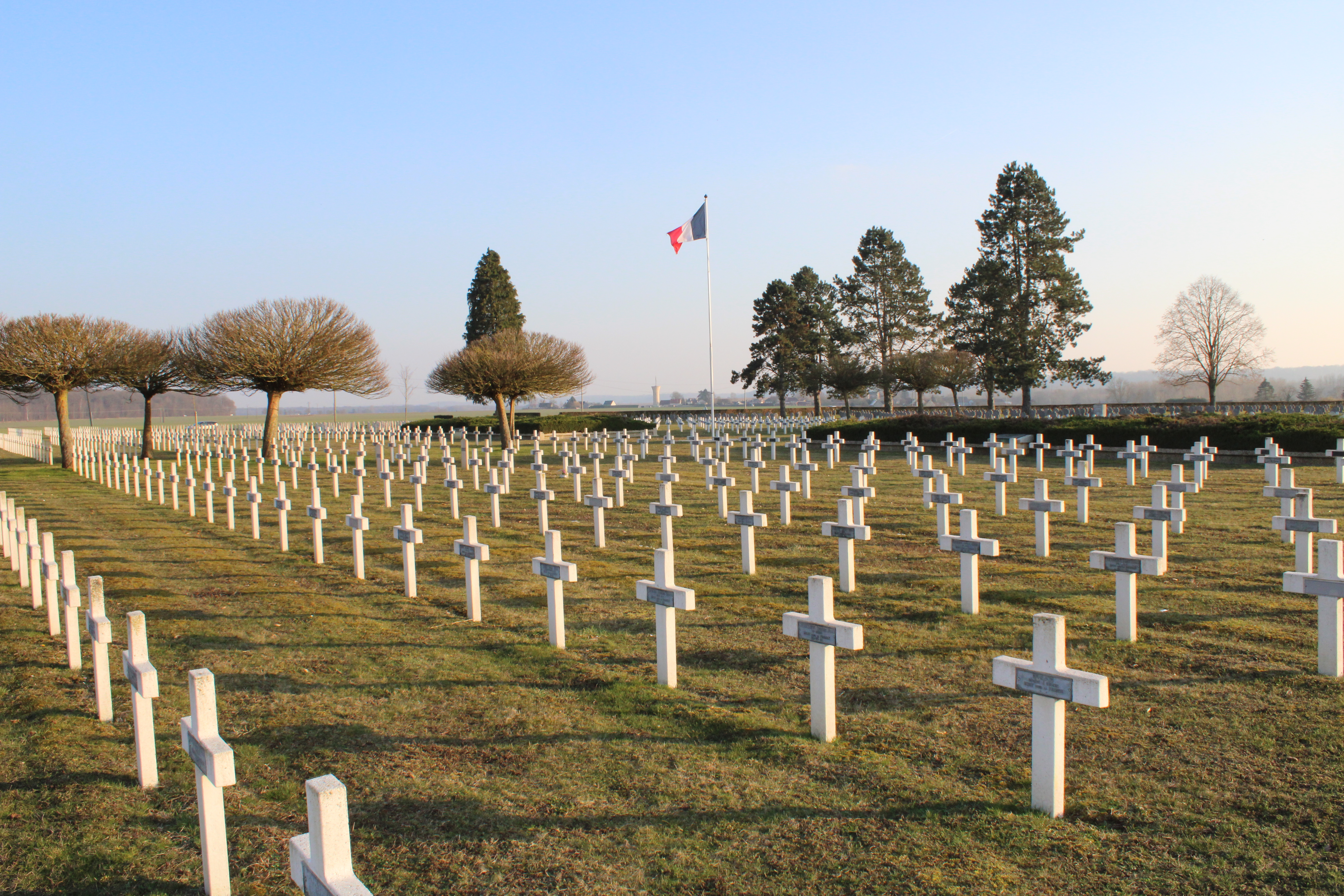
Französischer Soldatenfriedhof
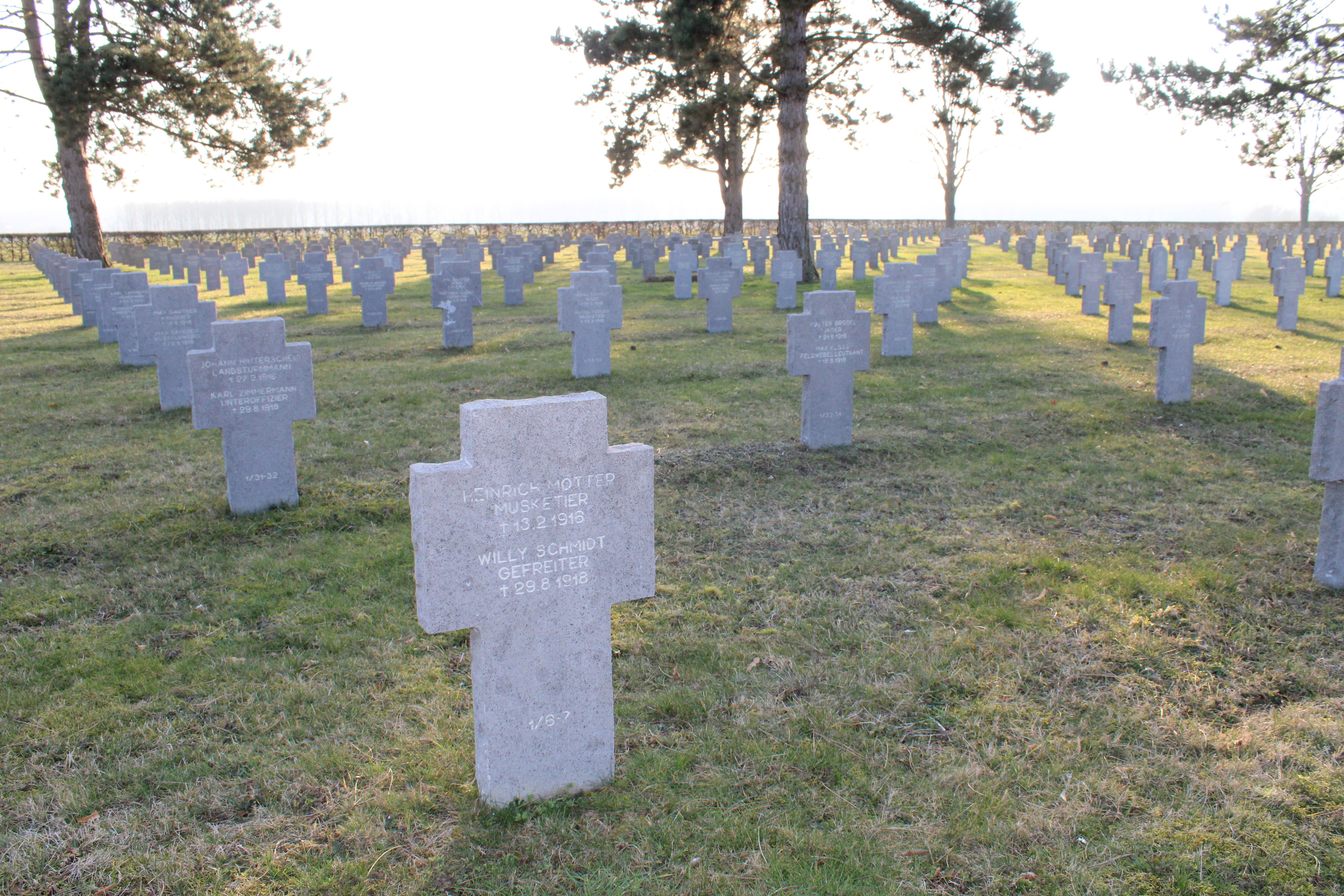
Deutscher Soldatenfriedhof

- zwei Soldatenfriedhöfe

- Kirche Saint-Pierre
- Gefallenendenkmal
- Französischer Soldatenfriedhof
- Deutscher Soldatenfriedhof